# Barbara Nwaba
Barbara Udoezi Nwaba (Los Angeles, 18 gennaio 1989) è un'ex multiplista statunitense.

## Biografia
Nata in California da genitori di origine nigeriana, Nwaba è la più grande di sei fratelli tra cui vi è anche il cestista NBA David Nwaba. Durante la formazione scolastica si è avvicinata all'atletica leggera nelle corse ad ostacoli e nel salto in alto, successivamente ha fatto parte della squadra atletica dell'Università della California, Santa Barbara dove ha gareggiato nei campionati NCAA con la staffetta, negli ostacoli e nelle prove multiple.
Continuata la carriera atletica una volta terminata l'università, Nwaba si è specializzata nelle prove multiple ed ha partecipato ai Trials per Londra 2012 arrivando quinta. Nel 2015 ha debuttato ai Mondiali di Pechino, uscendo dalla corsa per il podio già nelle prime gare. L'anno seguente come vincitrice nazionale 2016 di pentathlon, Nwaba prende parte ai Mondiali indoor di Portland, arrivando ad un passo dal podio. Conseguentemente alla squalifica della medaglia d'argento Anastasija Mochnjuk per aver fallito un test anti-doping, è stata promossa a medaglia di bronzo dei Mondiali indoor. Nello stesso anno è entrata a far parte della spedizione statunitense ai Giochi olimpici di Rio de Janeiro 2016 dove si è classificata dodicesima, prima tra le statunitensi.

## Palmarès
| Anno | Manifestazione  | Sede           | Evento     | Risultato | Prestazione | Note |
| ---- | --------------- | -------------- | ---------- | --------- | ----------- | ---- |
| 2015 | Mondiali        | Pechino        | Eptathlon  | 27ª       | 5315 p.     |      |
| 2016 | Mondiali indoor | Portland       | Penthatlon | Bronzo    | 4661 p.     |      |
| 2016 | Giochi olimpici | Rio de Janeiro | Eptathlon  | 12ª       | 6309 p.     |      |